# Котляров, Владимир Алексеевич
Влади́мир Алексе́евич Котляро́в  (6 октября 1930, Москва, СССР — 6 апреля 1998, Акмола, Казахстан) — первый заслуженный тренер Казахстана по футболу.

## Биография
В 1945 году начал играть за команду завода «Красный фрезер», затем стал капитаном сборной Москвы среде юношей, в 1947 году начал играть за московское «Торпедо». В 1950 году переехал в Алма-Ату, где играл за первую команду мастеров Казахской ССР «Кайрат». После завершения игровой карьеры перешёл на тренерскую работу, возглавлял «Кайрат», карагандинский «Шахтер», павлодарский «Трактор», целиноградский «Целинник».
Автор неоконченной работы «Психологическая характеристика тактической деятельности футболистов».
Скончался 6 апреля 1998 года, похоронен на городском кладбище Астаны.